# المهمة الإيطالية (فلم)
المهمة الإيطالي (بالإنجليزية: The Italian Job) هو فيلم جريمة أُصدر في الولايات المتحدة سنة 2003. الفيلم من إخراج إف غاري غراي. من بطولة مارك والبيرغ وإدوارد نورتون وتشارليز ثيرون.

## طاقم التمثيل
- مارك والبيرغ (بدور: شارلي كروكر)
- تشارليز ثيرون (بدور: ستيلا بردجر)
- إدوارد نورتون (بدور: ستيف)
- دونالد سثرلاند
- جيسون ستاثام (بدور: روب الوسيم)
- سيث غرين
- ياسين باي
- ألكسندر كروبا
- شون فانينج

## القصة
يبدأ الفيلم بعملية سرقة ضخمة في مدينة فينيسيا الإيطالية. يقودها اللص المخضرم جون (دونالد سثرلاند) الذي يريدها أن تكون آخر عملية سرقة يقوم بها. ويعاونه فيها اللص الشاب تشارلي (مارك والبيرغ) ومعه مجموعة أخرى من اللصوص مختلفي التخصصات.
تتم العملية بنجاح، ولكن ما لم يكن الجميع يحسب حسابه هو أن يخونهم أحد أعضاء الفريق ستيف (إدوارد نورتون)، فيسرق كل الأموال لنفسه، بل ويتسبب في موت جون.
يقرر أعضاء الفريق أن يجتمعوا مجددا للانتقام ممن سرقهم وقتل قائدهم، مستعينين في ذلك بابنته الجميلة ستيلا (تشارليز ثيرون).

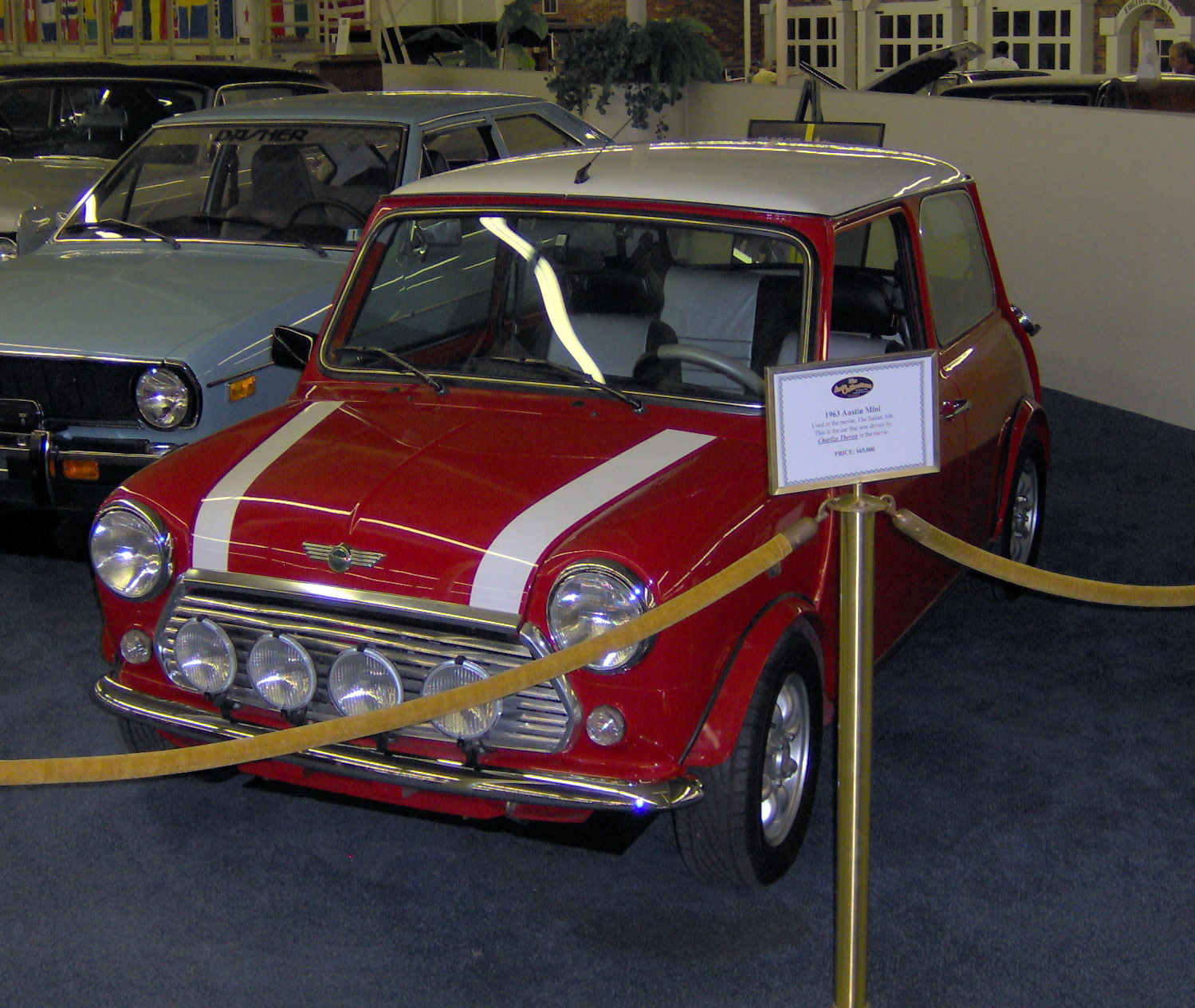
احدي سيارات الميني كوبر التي استخدمت في الفيلم

## الميزانية والإيرادات
بلغت تكلفة إنتاج الفيلم حوالي 60 مليون دولار بينما حقق أرباحاً تقدر بـ 176,070,171 دولار.

## وصلات خارجية
- الموقع الرسمي
- مقالات تستعمل روابط فنية بلا صلة مع ويكي بيانات
- المهمة الإيطالية على موقع أول موفي.